# Trh (akce)
Trhy jsou ekonomicko-společenské akce. Nosným prvkem trhů je specializovaný maloobchod provozovaný skupinově, tj. trhovci ve svých stáncích nabízejí k prodeji různé spíše drobné zboží. Jedná se zejména o oblečení, obuv a potraviny (hlavně čerstvé - ovoce, zelenina a maso), v minulosti byly běžné také trhy s dobytkem.

## Charakteristika
Trhy se obvykle organizují v pravidelných intervalech – menší se mohou konat i každý týden, větší trhy jsou často výroční a vztahují se k nějaké významné události (vánoční trhy, velikonoční trhy, jarmarky apod.).
Na popularitě získávají historické trhy, na kterých trhovci, často v dobových kostýmech, nabízejí tradiční pokrmy a řemeslné výrobky, často vlastní výroby.
Součástí trhů bývaly a bývají doprovodné kulturní akce, jako například vystoupení zpěváků, hudebníků, tanečníků, divadelní představení a podobně.